# Callinectes bocourti
Callinectes bocourti är en kräftdjursart som beskrevs av Alphonse Milne-Edwards 1879. Callinectes bocourti ingår i släktet Callinectes och familjen simkrabbor. Inga underarter finns listade i Catalogue of Life.